# Beam Tracker
De Beam Tracker is een door Safety Source ontwikkeld verlichtingssysteem voor motorfietsen waarbij de koplampen en verstralers door een elektro-mechanische regeleenheid altijd op de weg gericht blijven, ongeacht welke bochten de motor maakt.